# Chalcis spilopus
Chalcis spilopus is een vliesvleugelig insect uit de familie bronswespen (Chalcididae). De wetenschappelijke naam is voor het eerst geldig gepubliceerd in 1905 door Cameron.